# Hough
Hough är en by i civil parish Hough and Chorlton, i distriktet Cheshire East, i Storbritannien. Den ligger i grevskapet Cheshire och riksdelen England, i den södra delen av landet, 230 km nordväst om huvudstaden London. Hough var en civil parish 1866–2023 när blev den en del av Hough and Chorlton. Civil parish hade 783 invånare år 2001.